# GDDR4
GDDR4 SDRAM (de las siglas en inglés Graphics Double Data Rate 4 Synchronous Dynamic Random-Access Memory) es un tipo de memoria de tarjeta gráfica (SGRAM) especificada por el estándar de memoria de semiconductores JEDEC. Es un medio rival para XDR DRAM de Rambus. GDDR4 se basa en la tecnología DDR3 SDRAM y estaba destinado a reemplazar el GDDR3 basado en DDR2, pero terminó siendo reemplazado por GDDR5 un año despues.

## Historia
- El 26 de octubre de 2005, Samsung anunció que desarrolló la primera memoria GDDR4, un chip de 256 Mbit que funciona a 2,5 Gbit/s. Samsung también reveló planes para probar y producir en masa SDRAM GDDR4 con una calificación de 2.8 Gbit/s por pin.[3]
- En 2005, Hynix desarrolló el primer chip de memoria GDDR4 de 512 Mbit.[4]
- El 14 de febrero de 2006, Samsung anunció el desarrollo de SDRAM GDDR4 de 32 bits y 512 Mbit capaz de transferir 3.2 Gbit/s por pin, o 12,8 GB/s para el módulo.
- El 5 de julio de 2006, Samsung anunció la producción en masa de SDRAM GDDR4 de 32 bits y 512 Mbits con una clasificación de 2,4 Gbit/s por pin, o 9,6 GB/s para el módulo. Aunque está diseñado para igualar el rendimiento de XDR DRAM en una memoria de alto número de pines, no podría igualar el rendimiento de XDR en diseños de bajo número de pines.[5]
- El 9 de febrero de 2007, Samsung anunció la producción en masa de SDRAM GDDR4 de 32 bits y 512 Mbit, con una calificación de 2,8 Gbit/s por pin, o 11,2 GB/s por módulo. Este módulo se utilizó para algunas tarjetas AMD.[6]
- El 23 de febrero de 2007, Samsung anunció SDRAM GDDR4 de 32 bits y 512 Mbit con una calificación de 4.0 Gbit/s por pin o 16 GB/s para el módulo y espera que la memoria aparezca en las tarjetas gráficas disponibles comercialmente a finales del año 2007.[7]

## Tecnologías
GDDR4 SDRAM introdujo DBI (Data Bus Inversion) y Multi-Preamble para reducir el retraso en la transmisión de datos. Prefetch se incrementó de 4 a 8 bits. El número máximo de bancos de memoria para GDDR4 se ha aumentado a 8. Para lograr el mismo ancho de banda que GDDR3 SDRAM, el núcleo GDDR4 funciona a la mitad del rendimiento de un núcleo GDDR3 con el mismo ancho de banda sin procesar. El voltaje del núcleo se redujo a 1.5 V.
La inversión del bus de datos agrega un pin DBI# activo bajo adicional al bus de direcciones/comandos y cada byte de datos. Si hay más de cuatro bits 0 en el byte de datos, el byte se invierte y la señal DBI# se transmite a nivel bajo. De esta forma, el número de bits 0 en los nueve pines se limita a cuatro. Esto reduce el consumo de energía y el rebote de tierra.
En el frente de la señalización, GDDR4 expande el búfer de E/S del chip a 8 bits por dos ciclos, lo que permite un mayor ancho de banda sostenido durante la transmisión de ráfagas, pero a expensas de una latencia CAS (CL) significativamente mayor, determinada principalmente por el conteo doblemente reducido de los pines de dirección/comando y las celdas DRAM a mitad de reloj, en comparación con GDDR3. La cantidad de pines de direccionamiento se redujo a la mitad del núcleo GDDR3 y se usaron para alimentación y conexión a tierra, lo que también aumenta la latencia. Otra ventaja de GDDR4 es la eficiencia energética: funciona a 2,4 Gbit/s, utiliza un 45 % menos de energía en comparación con los chips GDDR3 que funcionan a 2.0 Gbit/s.
En la hoja de datos de SDRAM GDDR4 de Samsung, se la denominaba 'GDDR4 SGRAM' o 'Graphics Double Data Rate versión 4 Synchronous Graphics RAM'. Sin embargo, la función esencial de escritura en bloque no está disponible, por lo que no se clasifica como SGRAM.

## Adopción
El fabricante de memorias de video Qimonda (anteriormente división de productos de memoria Infineon) ha declarado que "se saltará" el desarrollo de GDDR4 y pasará directamente a GDDR5.